# Liste der Monuments historiques in Agassac
Die Liste der Monuments historiques in Agassac führt die Monuments historiques in der französischen Gemeinde Agassac auf.

## Liste der Objekte
| Bezeichnung                    | Beschreibung | Standort      | Kennzeichnung | Schutzstatus | Datum | Bild |
| ------------------------------ | ------------ | ------------- | ------------- | ------------ | ----- | ---- |
| Gallo-römische Stele der Epona | Marmor       | in der Mairie | PM31000001    | Classé       | 1944  |      |